# Napoli Femminile 2020-2021
Questa voce raccoglie le informazioni riguardanti la Società Sportiva Dilettantistica Napoli Femminile nelle competizioni ufficiali della stagione 2020-2021.

## Stagione
La stagione 2020-2021 per il Napoli Femminile segna il ritorno in Serie A sei anni dopo l'ultima presenza nella massima serie nazionale, avendo concluso il campionato di Serie B 2019-2020 al primo posto. Rispetto alla stagione precedente hanno lasciato la squadra diverse calciatrici, tra le quali il capitano Emanuela Schioppo dopo 13 stagioni con la maglia azzurra. Al loro posto sono state messe sotto contratto calciatrici di esperienza, quali Federica Di Criscio e Jenny Hjohlman. L'allenatore Giuseppe Marino, artefice della doppia promozione dalla Serie C alla Serie A, è stato confermato alla guida tecnica della squadra.
Il 14 dicembre 2020, il giorno dopo la decima giornata di campionato, che ha visto il Napoli perdere la nona partita su dieci, l'allenatore Giuseppe Marino è stato esonerato dal suo incarico. Al suo posto è stato chiamato Alessandro Pistolesi, che aveva allenato l'Empoli fino alla precedente stagione.
Grazie ai risultati migliori del girone di ritorno, il Napoli ha concluso la stagione di Serie A al decimo posto in classifica con 14 punti conquistati in 22 giornate, frutto di 3 vittorie, 5 pareggi e 14 sconfitte, conquistando la salvezza all'ultima giornata con due punti di vantaggio sul retrocesso San Marino. In Coppa Italia il Napoli è stato eliminato nella fase preliminare, essendo arrivato al secondo posto nel girone G per la peggiore differenza reti rispetto al Sassuolo.

## Divise e sponsor
Le divise ufficiali per la stagione 2020-2021 sono state presentate ufficialmente il 16 agosto 2020. Lo sponsor tecnico è Jaked, mentre gli sponsor principali sono Carpisa, Yamamay e Caputo il Mulino di Napoli.
| Casa | Trasferta | 1ª portiere | 2ª portiere |

## Organigramma societario
Di seguito l'organigramma societario.
Area direttiva
- Presidente: Raffaele Carlino
- Amministratore delegato: Francesco Tripodi
- Consiglieri: Riccarco Guarino, Luigi Panza, Maria Rosaria Marasco, Alessandro Maiello, Nicola Taranto, Luciano Cimmino, Antonio Cozzolino
- Direttore finanziario: Francesco Scamardella
- Direttore generale: Nicola Crisano
- Direttore sportivo: Giovanni D'Ingeo
- Segretario prima squadra: Daniele Bonifacio
- Segretario settore giovanile: Antonio Forte
- Responsabile controllo e gestione: Fabrizio de Notaristefani
- Ufficio legale: Alfredo Donadio, Lorenza Crispo

Area marketing
- Direttore marketing: Alessandro Ganguzza
- Responsabile web marketing e sponsorship: Antonio Cozzolino
- Responsabile comunicazione: Gianluca Monti
- Responsabile social media e web marketing: Valeria Alinei
- Fotografo e video maker: Enzo Pinelli

Area tecnica
- Allenatore: Giuseppe Marino, dal 14 dicembre 2020 Alessandro Pistolesi
- Vice allenatore: Luciano Curcio, dal 14 dicembre 2020 Giacomo Dani
- Allenatore primavera: Pasquale Illiano
- Allenatore dei portieri: Arturo Tudisco
- Collaboratore tecnico: Francesco Persico
- Preparatore atletico: Euro Baracchi
- Match analyst: Vincenzo Russo
- Team manager: Sara Sibilio
- Dirigente accompagnatore: Pasquale Starita
- Magazziniere: Ciro Passaro

Area sanitaria
- Responsabile staff medico: Carlo Ruosi
- Riabilitazione e fisioterapia: Centro Minerva
- Diagnostica per immagini: Centro Augusto

## Rosa
Rosa come da sito ufficiale.
| N. |                        | Ruolo | Calciatrice             |
| -- | ---------------------- | ----- | ----------------------- |
| 1  | Francia (bandiera)     | P     | Émmeline Mainguy        |
| 2  | Islanda (bandiera)     | D     | Guðný Árnadóttir        |
| 3  | Australia (bandiera)   | D     | Alexandra Huynh         |
| 4  | Italia (bandiera)      | C     | Giulia Risina           |
| 5  | Italia (bandiera)      | D     | Paola Di Marino         |
| 6  | Italia (bandiera)      | D     | Federica Di Criscio     |
| 7  | Italia (bandiera)      | C     | Federica Cafferata      |
| 8  | Australia (bandiera)   | D     | Isobel Dalton           |
| 9  | Grecia (bandiera)      | A     | Despoina Chatzīnikolaou |
| 10 | Italia (bandiera)      | C     | Alessandra Nencioni     |
| 11 | Svezia (bandiera)      | A     | Jenny Hjohlman          |
| 12 | Inghilterra (bandiera) | A     | Aqsa Mushtaq            |
| 13 | Stati Uniti (bandiera) | D     | Mariah Cameron          |
| 14 | Colombia (bandiera)    | P     | Catalina Pérez          |
| 15 | Italia (bandiera)      | D     | Chiara Groff            |
| 16 | Italia (bandiera)      | A     | Eleonora Goldoni        |
| 17 | Italia (bandiera)      | D     | Elisabetta Oliviero     |
| 18 | Germania (bandiera)    | C     | Vivien Beil             |

| N. |                        | Ruolo | Calciatrice               |
| -- | ---------------------- | ----- | ------------------------- |
| 19 | Australia (bandiera)   | A     | Jacynta Galabadaarachchi  |
| 20 | Italia (bandiera)      | A     | Isotta Nocchi             |
| 21 | Paesi Bassi (bandiera) | C     | Sofieke Jansen            |
| 22 | Italia (bandiera)      | C     | Emma Errico               |
| 23 | Francia (bandiera)     | C     | Sarah Huchet              |
| 24 | Italia (bandiera)      | C     | Beatrice Abati            |
| 25 | Islanda (bandiera)     | C     | Lára Kristín Pedersen     |
| 27 | Italia (bandiera)      | D     | Livia Michelle Capparelli |
| 28 | Italia (bandiera)      | P     | Giulia Franco             |
| 29 | Paesi Bassi (bandiera) | A     | Pia Rijsdijk              |
| 33 | Italia (bandiera)      | D     | Martina Fusini            |
| 46 | Italia (bandiera)      | P     | Sabrina Tasselli          |
| 58 | Estonia (bandiera)     | C     | Vlada Kubassova           |
| 77 | Italia (bandiera)      | P     | Serena Boaglio            |
| 90 | Guatemala (bandiera)   | A     | Ana Lucía Martínez        |
| 98 | Marocco (bandiera)     | A     | Zoubida El Bastali        |
| 99 | Bulgaria (bandiera)    | A     | Evdokija Popadinova       |

## Calciomercato

### Sessione estiva
| Acquisti | Acquisti                  | Acquisti            | Acquisti    |
| R.       | Nome                      | da                  | Modalità    |
| -------- | ------------------------- | ------------------- | ----------- |
| P        | Émmeline Mainguy          | Digione             | definitivo  |
| P        | Catalina Pérez            | Fiorentina          | definitivo  |
| D        | Livia Michelle Capparelli | Roma CF             | definitivo  |
| D        | Isobel Dalton             | Brisbane Roar       | definitivo  |
| D        | Federica Di Criscio       | Roma                | definitivo  |
| D        | Alexandra Huynh           | West. Sydney W.     | definitivo  |
| C        | Emma Errico               | Sassuolo            | definitivo  |
| C        | Sarah Huchet              | Olympique Marsiglia | definitivo  |
| C        | Sofieke Jansen            | Sassuolo            | definitivo  |
| A        | Jacynta Galabadaarachchi  | West Ham            | definitivo  |
| A        | Eleonora Goldoni          | Inter               | definitivo  |
| A        | Jenny Hjohlman            | Empoli              | definitivo  |
| A        | Ana Lucía Martínez        | Madrid CFF          | definitivo  |
| A        | Aqsa Mushtaq              |                     | definitivo  |
| A        | Isotta Nocchi             | Fiorentina          | in prestito |

| Cessioni | Cessioni           | Cessioni      | Cessioni      |
| R.       | Nome               | a             | Modalità      |
| -------- | ------------------ | ------------- | ------------- |
| P        | Alessia Parnoffi   |               | svincolata    |
| P        | Federica Russo     |               | svincolata    |
| D        | Federica Cavicchia |               | svincolata    |
| D        | Camilla Pavana     |               | svincolata    |
| D        | Emanuela Schioppo  |               | svincolata    |
| C        | Giulia Asta        |               | svincolata    |
| C        | Alessia Cutillo    |               | svincolata    |
| C        | Patrycja Jerzak    |               | svincolata    |
| C        | Marta Longoni      |               | svincolata    |
| A        | Anita Coda         | Milan         | fine prestito |
| A        | Martina Gelmetti   |               | svincolata    |
| A        | Tatiana Geōrgiou   | Castelvecchio | svincolata    |
| A        | Azzurra Massa      |               | svincolata    |
| A        | Sara Sibilio       |               | fine carriera |
| A        | Lisette Tammik     |               | svincolata    |

### Operazioni successive alla sessione estiva
| Acquisti | Acquisti            | Acquisti        | Acquisti    |
| R.       | Nome                | da              | Modalità    |
| -------- | ------------------- | --------------- | ----------- |
| P        | Serena Boaglio      | Empoli          | in prestito |
| D        | Guðný Árnadóttir    | Milan           | in prestito |
| D        | Martina Fusini      | Fiorentina      | in prestito |
| C        | Beatrice Abati      | Lady Buccaneers | definitivo  |
| A        | Evdokija Popadinova | Aalborg         | definitivo  |
| A        | Pia Rijsdijk        | Arna-Bjørnar    | definitivo  |

| Cessioni | Cessioni         | Cessioni      | Cessioni    |
| R.       | Nome             | a             | Modalità    |
| -------- | ---------------- | ------------- | ----------- |
| P        | Émmeline Mainguy | Fleury        | definitivo  |
| D        | Isobel Dalton    | Brisbane Roar | definitivo  |
| A        | Aqsa Mushtaq     | Roma CF       | in prestito |

### Sessione invernale
| Acquisti | Acquisti              | Acquisti     | Acquisti   |
| R.       | Nome                  | da           | Modalità   |
| -------- | --------------------- | ------------ | ---------- |
| P        | Sabrina Tasselli      | Juventus     | definitivo |
| C        | Lára Kristín Pedersen | KR Reykjavík | definitivo |

| Cessioni | Cessioni                 | Cessioni      | Cessioni    |
| R.       | Nome                     | a             | Modalità    |
| -------- | ------------------------ | ------------- | ----------- |
| D        | Federica Di Criscio      | Avaldsnes     | definitivo  |
| C        | Beatrice Abati           | Riozzese Como | definitivo  |
| A        | Zoubida El Bastali       | Roma CF       | in prestito |
| A        | Jacynta Galabadaarachchi | Celtic        | definitivo  |
| A        | Ana Lucía Martínez       | Roma CF       | definitivo  |

## Risultati

### Serie A

#### Girone di andata
| Arbitro: | Scatena (Avezzano) |

|                  |           |  |
| Manno 27’ (rig.) | Marcatori |  |

| Arbitro: | Petrella (Viterbo) |

|                               |           |                                                               |
| Errico 19’ Chatzīnikolaou 66’ | Marcatori | 32’, 56’ (rig.), 59’ Sabatino 43’ (aut.) Groff 50’ Mascarello |

| Arbitro: | Di Marco (Ciampino) |

|                                    |           |               |
| Bugeja 41’, 64’ Dubcová 60’ (rig.) | Marcatori | 29’ Di Marino |

| Arbitro: | Moriconi (Roma 2) |

|              |           |               |
| Hjohlman 52’ | Marcatori | 12’ Bartoňová |

| Arbitro: | Ancora (Roma 1) |

|                    |           |  |
| Cantore 89’ (rig.) | Marcatori |  |

| Arbitro: | Scarpa (Collegno) |

|             |           |  |
| Cinotti 84’ | Marcatori |  |

| Arbitro: | Galipo' (Firenze) |

|                    |           |                          |
| Goldoni 84’ (rig.) | Marcatori | 16’ (rig.), 55’ Giacinti |

| Acquaviva 15 novembre 2020, ore 12:30 CET 8ª giornata | San Marino          | 0 – 0 referto | Napoli | Campo sportivo Acquaviva\| Arbitro: \| Angelucci (Foligno) \| |
| Arbitro:                                              | Angelucci (Foligno) |               |        |                                                               |

| Arbitro: | Cosso (Reggio Calabria) |

|            |           |                              |
| Huchet 39’ | Marcatori | 60’ Alves 82’ (rig.) Girelli |

| Arbitro: | Centi (Viterbo) |

|                |           |                          |
| Popadinova 72’ | Marcatori | 30’, 60’ (rig.) Bragonzi |

| Arbitro: | Costanza (Agrigento) |

|                                                     |           |                                  |
| Serturini 22’ Andressa Alves 35’ (rig.) Bartoli 64’ | Marcatori | 14’ Popadinova 56’ (rig.) Huchet |

#### Girone di ritorno
| Arbitro: | Ferrieri Caputi (Livorno) |

|                |           |  |
| Popadinova 51’ | Marcatori |  |

| Arbitro: | Perri (Roma 1) |

|                               |           |  |
| Sabatino 31’ Huynh 56’ (aut.) | Marcatori |  |

| Arbitro: | Turrini (Firenze) |

|  |           |             |
|  | Marcatori | 58’ Santoro |

| Milano 7 marzo 2021, ore 12:30 CET 15ª giornata | Inter              | 0 – 0 referto | Napoli | Suning Youth Development Centre in Memory of Giacinto Facchetti\| Arbitro: \| Frascaro (Firenze) \| |
| Arbitro:                                        | Frascaro (Firenze) |               |        | |

| Arbitro: | Virgilio (Trapani) |

|                            |           |                |
| Nocchi 5’, 11’ Goldoni 38’ | Marcatori | 17’ Martinovic |

| Arbitro: | Taricone (Perugia) |

|                                      |           |                                   |
| Cafferata 30’ Huchet 36’ (rig.), 69’ | Marcatori | 7’ Prugna 12’ Glionna 84’ Cinotti |

| Arbitro: | Delrio (Reggio Emilia) |

|                                                     |           |  |
| Bergamaschi 21’ Hasegawa 24’ Dowie 43’ Giacinti 52’ | Marcatori |  |

| Arbitro: | Emmanuele (Pisa) |

|                                                      |           |  |
| Huchet 3’, 74’ (rig.) Nocchi 70’, 83’ Popadinova 90’ | Marcatori |  |

| Arbitro: | Galipò (Firenze) |

|                          |           |  |
| Girelli 19’ Bonansea 29’ | Marcatori |  |

| Verona 16 maggio 2021, ore 15:00 CEST 21ª giornata | Verona              | 0 – 0 referto | Napoli | Stadio Aldo Olivieri\| Arbitro: \| De Tommaso (Rimini) \| |
| Arbitro:                                           | De Tommaso (Rimini) |               |        |                                                           |

| Arbitro: | Nicolini (Brescia) |

|                                |           |                       |
| Rijsdijk 64’ Huchet 88’ (rig.) | Marcatori | 21’ Linari 61’ Thomas |

### Coppa Italia
| Arbitro: | Campazzo (Genova) |

|  |           |                |
|  | Marcatori | 87’ El Bastali |

| Arbitro: | Allegretta (Molfetta) |

|            |           |             |
| Goldoni 4’ | Marcatori | 20’ Santoro |

## Statistiche

### Statistiche di squadra
| Competizione | Punti | In casa | In casa | In casa | In casa | In casa | In casa | In trasferta | In trasferta | In trasferta | In trasferta | In trasferta | In trasferta | Totale | Totale | Totale | Totale | Totale | Totale | DR  |
| Competizione | Punti | G       | V       | N       | P       | Gf      | Gs      | G            | V            | N            | P            | Gf           | Gs           | G      | V      | N      | P      | Gf     | Gs     | DR  |
| ------------ | ----- | ------- | ------- | ------- | ------- | ------- | ------- | ------------ | ------------ | ------------ | ------------ | ------------ | ------------ | ------ | ------ | ------ | ------ | ------ | ------ | --- |
| Serie A      | 14    | 11      | 3       | 2       | 6       | 19      | 21      | 11           | 0            | 3            | 8            | 3            | 17           | 22     | 3      | 5      | 14     | 22     | 38     | -16 |
| Coppa Italia | -     | 1       | 0       | 1       | 0       | 1       | 1       | 1            | 1            | 0            | 0            | 1            | 0            | 2      | 1      | 1      | 0      | 2      | 1      | +1  |
| Totale       | -     | 12      | 3       | 3       | 6       | 20      | 22      | 12           | 1            | 3            | 8            | 4            | 17           | 24     | 4      | 6      | 14     | 24     | 39     | -15 |

### Andamento in campionato
| Giornata  | 1 | 2 | 3  | 4  | 5  | 6  | 7  | 8  | 9  | 10 | 11 | 12 | 13 | 14 | 15 | 16 | 17 | 18 | 19 | 20 | 21 | 22 |
| --------- | - | - | -- | -- | -- | -- | -- | -- | -- | -- | -- | -- | -- | -- | -- | -- | -- | -- | -- | -- | -- | -- |
| Luogo     | T | C | T  | C  | T  | T  | C  | T  | C  | C  | T  | C  | T  | C  | T  | C  | C  | T  | C  | T  | T  | C  |
| Risultato | P | P | P  | P  | P  | P  | P  | N  | P  | P  | P  | V  | P  | P  | N  | V  | N  | P  | V  | P  | N  | N  |
| Posizione | 8 | 9 | 10 | 11 | 12 | 12 | 12 | 12 | 12 | 12 | 12 | 11 | 11 | 11 | 11 | 11 | 10 | 10 | 10 | 10 | 10 | 10 |

Legenda:

Luogo: C = Casa; T = Trasferta. Risultato: V = Vittoria; N = Pareggio; P = Sconfitta.

### Statistiche delle giocatrici
| Giocatore           | Serie A  | Serie A | Serie A     | Serie A    | Coppa Italia | Coppa Italia | Coppa Italia | Coppa Italia | Totale   | Totale | Totale      | Totale     |
| Giocatore           | Presenze | Reti    | Ammonizioni | Espulsioni | Presenze     | Reti         | Ammonizioni  | Espulsioni   | Presenze | Reti   | Ammonizioni | Espulsioni |
| ------------------- | -------- | ------- | ----------- | ---------- | ------------ | ------------ | ------------ | ------------ | -------- | ------ | ----------- | ---------- |
| B. Abati            | 0        | 0       | 0           | 0          | -            | -            | -            | -            | 0        | 0      | 0           | 0          |
| G. Árnadóttir       | 12       | 0       | 0           | 0          | -            | -            | -            | -            | 12       | 0      | 0           | 0          |
| V. Beil             | 14       | 0       | 0           | 0          | 1            | 0            | 0            | 0            | 15       | 0      | 0           | 0          |
| S. Boaglio          | 0        | 0       | 0           | 0          | -            | -            | -            | -            | 0        | 0      | 0           | 0          |
| F. Cafferata        | 20       | 1       | 4           | 1          | 2            | 0            | 0            | 0            | 22       | 1      | 4           | 1          |
| M. Cameron          | 9        | 0       | 0           | 0          | 1            | 0            | 0            | 0            | 10       | 0      | 0           | 0          |
| L. Capparelli       | 10       | 0       | 0           | 0          | 0            | 0            | 0            | 0            | 10       | 0      | 0           | 0          |
| D. Chatzīnikolaou   | 5        | 1       | 0           | 0          | 1            | 0            | 0            | 0            | 6        | 1      | 0           | 0          |
| I. Dalton           | 4        | 0       | 0           | 0          | 0            | 0            | 0            | 0            | 4        | 0      | 0           | 0          |
| F. Di Criscio       | 8        | 0       | 0           | 0          | 0            | 0            | 0            | 0            | 8        | 0      | 0           | 0          |
| P. Di Marino        | 10       | 1       | 4           | 0          | 1            | 0            | 0            | 0            | 11       | 1      | 4           | 0          |
| Z. El Bastali       | 0        | 0       | 0           | 0          | 1            | 1            | 0            | 0            | 1        | 1      | 0           | 0          |
| E. Errico           | 20       | 1       | 2           | 0          | 2            | 0            | 0            | 0            | 22       | 1      | 2           | 0          |
| G. Franco           | -        | -       | -           | -          | -            | -            | -            | -            | -        | -      | -           | -          |
| M. Fusini           | 9        | 0       | 0           | 0          | -            | -            | -            | -            | 9        | 0      | 0           | 0          |
| J. Galabadaarachchi | 4        | 0       | 0           | 0          | 1            | 0            | 0            | 0            | 5        | 0      | 0           | 0          |
| E. Goldoni          | 15       | 2       | 1           | 0          | 1            | 1            | 0            | 0            | 16       | 3      | 1           | 0          |
| C. Groff            | 4        | 0       | 1           | 0          | 1            | 0            | 0            | 0            | 5        | 0      | 1           | 0          |
| J. Hjohlman         | 22       | 1       | 1           | 0          | 1            | 0            | 0            | 0            | 23       | 1      | 1           | 0          |
| S. Huchet           | 18       | 7       | 3           | 0          | 2            | 0            | 0            | 0            | 20       | 7      | 3           | 0          |
| A. Huynh            | 14       | 0       | 4           | 0          | 1            | 0            | 0            | 0            | 15       | 0      | 4           | 0          |
| S. Jansen           | 8        | 0       | 0           | 0          | 1            | 0            | 1            | 0            | 9        | 0      | 1           | 0          |
| V. Kubassova        | 13       | 0       | 0           | 0          | 1            | 0            | 0            | 0            | 14       | 0      | 0           | 0          |
| É. Mainguy          | 4        | -11     | 0           | 0          | 1            | -1           | 0            | 0            | 5        | -12    | 0           | 0          |
| A. Martínez         | 5        | 0       | 0           | 0          | 1            | 0            | 0            | 0            | 6        | 0      | 0           | 0          |
| A. Mushtaq          | -        | -       | -           | -          | -            | -            | -            | -            | -        | -      | -           | -          |
| A. Nencioni         | 6        | 0       | 0           | 0          | 1            | 0            | 0            | 0            | 7        | 0      | 0           | 0          |
| I. Nocchi           | 19       | 4       | 2           | 1          | 2            | 0            | 0            | 0            | 21       | 4      | 2           | 1          |
| E. Oliviero         | 21       | 0       | 6           | 0          | 2            | 0            | 0            | 0            | 23       | 0      | 6           | 0          |
| L.K. Pedersen       | 6        | 0       | 2           | 0          | -            | -            | -            | -            | 6        | 0      | 2           | 0          |
| C. Pérez            | 10       | -14     | 1           | 0          | 1            | 0            | 0            | 0            | 11       | -14    | 1           | 0          |
| E. Popadinova       | 13       | 4       | 1           | 0          | 1            | 0            | 0            | 0            | 14       | 4      | 1           | 0          |
| P. Rijsdijk         | 11       | 1       | 0           | 0          | -            | -            | -            | -            | 11       | 1      | 0           | 0          |
| G. Risina           | 3        | 0       | 0           | 0          | 1            | 0            | 0            | 0            | 4        | 0      | 0           | 0          |
| S. Tasselli         | 8        | -11     | 0           | 0          | -            | -            | -            | -            | 8        | -11    | 0           | 0          |